# Telecel Faso
Telecel Faso, est un opérateur de télécommunications fondé en janvier 2000 au Burkina Faso.

## Historique
Créé dans le cadre de la libéralisation du marché de la téléphonie mobile au Burkina Faso, les activités commerciales de Telecel Faso débutent en mai 2000.

## Activités
L'opérateur offre des services de téléphonie mobile, internet et des services professionnels. Il dispose en 2023 de 50 points de vente dans les différentes régions du Burkina Faso. Il détient en 2017, 19 % du marché burkinabè du mobile, avec 2,4 millions de clients. Au 3e trimestre 2022, il est le 3e opérateur de téléphonie mobile du pays, avec une part de marché de 14,61 % et 3,151 millions de clients.

## Dirigeants
- Moussa Sanfo
- Dimitri Ouédraogo[3].